# Acalypha meyeri
Acalypha meyeri é uma espécie de flor do gênero Acalypha, pertencente à família Euphorbiaceae.